# Trophée Gerd Müller
Le trophée Gerd Müller est une récompense de football décernée chaque année par France Football au meilleur buteur de la saison précédente, en club et en sélection. Il a été créé en 2021 et a été nommé en l'honneur de Gerd Müller, l'attaquant allemand considéré comme l'un des meilleurs de l'histoire.

## Historique
Le trophée fut remis pour la première fois lors de la 65ème édition du ballon d'Or en 2021, il est nommé depuis l'édition 2022 en l'honneur de Gerd Müller décédé en août 2021, l'attaquant allemand est considéré comme l'un des meilleurs de l'histoire. Müller a marqué 68 buts en 62 matches de Bundesliga durant la saison 1971-1972, un record qui n'a jamais été battu. Il a également remporté un Ballon d'Or et a été champion du monde avec l'Allemagne en 1974,.
Lors de sa première édition, le trophée était initialement appelé Attaquant de l'année ou Prix du Meilleur attaquant et fut remporté par Robert Lewandowski.
L'édition 2023 est la troisième édition depuis sa création en 2021.

## Critères de sélection
Le trophée est décerné sur la base du nombre de buts marqués par un joueur au cours de la saison précédente (de août à juillet), en prenant en compte les matches de club et de sélection. Les buts inscrits en  Ligue des champions, en Ligue Europa,  Ligue Europa Conférence, en Coupe du monde des clubs de la FIFA, ainsi qu'en qualifications pour ces compétitions, sont pris en compte.

## Palmarès
Ci-dessous le palmarès par années depuis la création du trophée en 2021
| Année | Vainqueur                | Club                              | Buts |
| ----- | ------------------------ | --------------------------------- | ---- |
| 2021  | Robert Lewandowski       | Bayern Munich                     | 41   |
| 2022  | Robert Lewandowski       | Bayern Munich et FC Barcelone     | 50   |
| 2023  | Erling Haaland           | Manchester City                   | 56   |
| 2024  | Harry Kane Kylian Mbappé | Bayern Munich Paris Saint Germain | 52   |

## Remarques
- Le trophée était initialement appelé Attaquant de l'année ou Prix du Meilleur attaquant lors de sa première édition.
- Le trophée est une statuette en bronze représentant Gerd Müller.
- La cérémonie de remise du trophée a lieu lors de la cérémonie du Ballon d'Or.
- Le trophée est doté d'une valeur de 10 000 euros.